# The Great Accident
The Great Accident er en amerikansk stumfilm fra 1920 af Harry Beaumont.

## Medvirkende
- Tom Moore som Wint Chase
- Jane Novak som Joan Caretall
- Andrew Robson som Winthrop Chase
- Willard Louis som Amos Caretall
- Lillian Langdon som Mrs. Winthrop Chase
- Ann Forrest som Hetty Morfee
- Philo McCullough som Jack Routt
- Otto Hoffman som V.R. Kite
- Roy Laidlaw som Peter Gergeu
- Edward McWade som Williams
- Don Bailey
- Maurice 'Lefty' Flynn som Sam O'Brien